# トーマス・フェントン
トーマス・フェントン（Thomas Fenton）は、アメリカ合衆国の脚本家。代表作は『ソウ4』など。

## フィルモグラフィ
- Lady in White (1988)
- Cheap Shots (1989)
- Slaughter of the Innocents  (1993)
- Night Trap (1993)
- Double Dragon (1994)
- クリムゾン・クライシス/合衆国最大の危機 Striking Point (1995) - 監督・脚本・編集
- Halloween 4: Final Cut (2001)
- ソウ4 Saw IV (2007) - 原案
- Terminated (2009) - 脚本